# Open Barletta 1997
L'Open Barletta 1997 è stato un torneo professionistico di tennis maschile giocato sulla terra rossa. È stata la 1ª edizione del torneo, che fa parte dell'ATP Challenger Series nell'ambito dell'ATP Challenger Series 1997. Si è giocato a Barletta in Italia dal 31 marzo al 6 aprile 1997.

## Partecipanti

### Teste di serie
| Nazionalità | Giocatore              | Ranking* | Testa di serie |
| ----------- | ---------------------- | -------- | -------------- |
| Italia      | Andrea Gaudenzi        | 78       | 1              |
| Spagna      | Galo Blanco            | 92       | 2              |
| Spagna      | Carlos Costa           | 94       | 3              |
| Spagna      | Marcos Górriz          | 102      | 4              |
| Spagna      | Emilio Benfele Álvarez | 112      | 5              |
| Spagna      | Jordi Burillo          | 113      | 6              |
| Bulgaria    | Orlin Stanojčev        | 118      | 7              |
| Portogallo  | Nuno Marques           | 122      | 8              |

(*) Ranking al 24 marzo 1997

### Altri partecipanti
Giocatori che hanno ricevuto una wild card:
- Giorgio Galimberti
- Andrea Gaudenzi
- Mosè Navarra
- Davide Sanguinetti

Giocatori che sono passati dalle qualificazioni:
- Julien Chauvin
- Todd Larkham
- David Salvador-Estepa
- Michal Tabara

## Campioni

### Singolare
Carlos Costa ha battuto in finale  Davide Sanguinetti con il punteggio di 6–3, 6–2.

### Doppio
Nuno Marques /  Tom Vanhoudt hanno battuto in finale  Alberto Martín /  Albert Portas con il punteggio di 6–3, 6–4.